# Сикомор
Сикомо́р (лат. Fícus sycómorus), также известная как библейская смоковница — один из видов рода Фикус семейства Тутовые (Moraceae). Иногда сикомором называют клён белый (явор) и платан.
Родиной считается Египет (Пс. 77:47). Произрастает в дикой природе в Макаронезии, Египте, Восточной, Западной и Южной Африке, Анголе и Камеруне, на Мадагаскаре и на Аравийском полуострове.
Сикомор достигает 16 метров высоты, обладает мощной кроной. В соответствии с евангельским текстом, в кроне сикомора сидел Закхей, высматривая Иисуса Христа (Лк. 19:4; в синодальном переводе говорится о смоковнице).
Сикомор имеет плотную и прочную древесину. Древесина употреблялась для столярных работ (Ис. 9:10), в Древнем Египте — на саркофаги. 
С древности культивируется из-за съедобных плодов (оранжево-розовые фиги 25—50 мм в диаметре), напоминающих винную ягоду, фигу. О собирании плодов сикомора говорится в Библии (Амос. 7:14). Сикомор до сих пор культивируют в Иордании, на Кипре и в Израиле.  Сикомор используется в медицине.

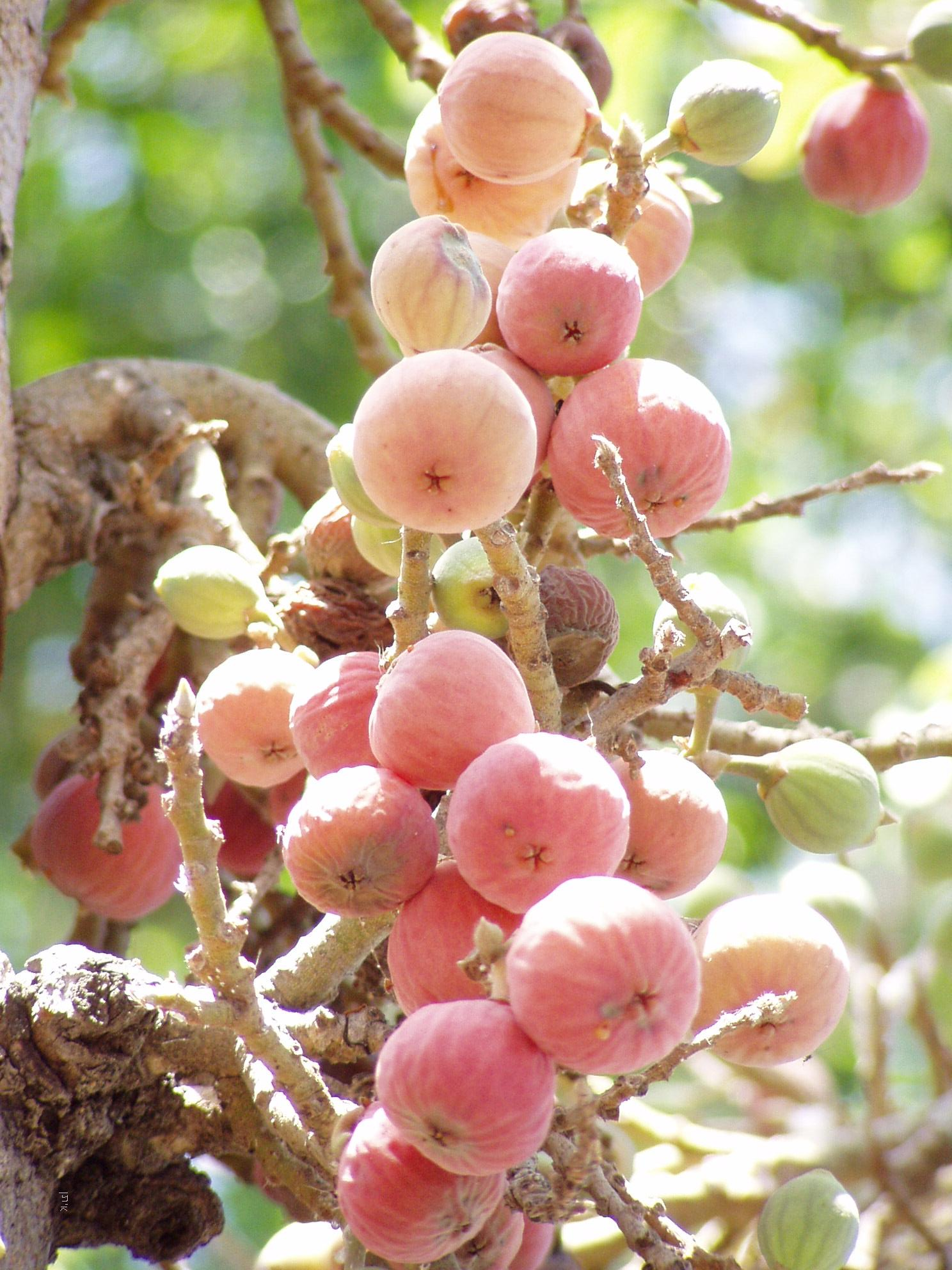
Плоды сикомора
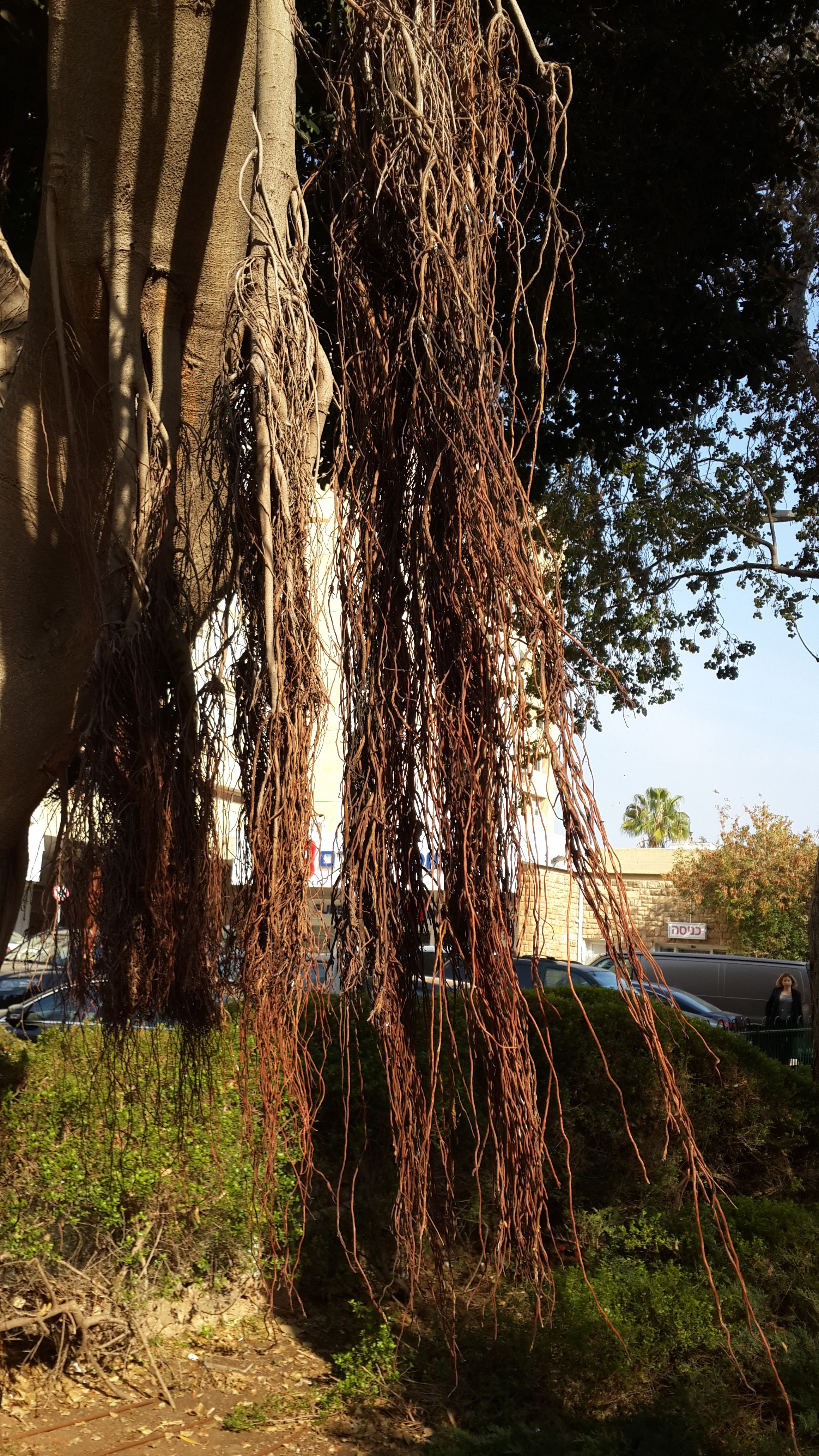
Воздушные корни сикомора